# Атьенса, Анхель
Анхель Атьенса Ландета (16 марта 1931, Мадрид — 22 августа 2015) — испанский художник, футболист. Играл на позиции защитника за «Реал Мадрид», с которым он выиграл первый Кубок европейских чемпионов УЕФА.

## Карьера футболиста
Атьенса родился в испанской столице, Мадриде, и ушёл из профессионального футбола 1 июля 1960 года. В течение своей карьеры он играл за «Реал Сарагоса» и «Реал Мадрид», выиграв три Ла Лиги и столько же Кубков европейских чемпионов с «Галактикос». Интересовавшись искусством, он работал художником в период между игрой за «Сарагосу» и «Реал».

## Карьера художника
Во время своей футбольной карьеры Атьенса принимал участие в групповых выставках и в свободное время поддерживал связи с миром живописи. В 1958 году во время путешествия по Центральной Европе он увидел декоративное изделие из цветного стекла, вставленного в бетон. Впоследствии он начал сотрудничать с другими художниками, ушёл из футбола и начал делать росписи мозаики и витражи. В 1964 году он начал создавать керамические панно. Его первая работа была выставлена в отеле «Карлтон Риоха» в Логроньо. Он переехал в Венесуэлу в 1976 году и начал использовать новые материалы в своей работе по росписи, такие как железо, бронза и алюминий. Он принимал непосредственное участие в различных архитектурных проектах для создания гармонии между его работами и окружающим миром. В 2001 году он вернулся в Испанию, где он продолжает работать над картинами и участвует в выставках и салонах.

## Личная жизнь
Его старший брат Адольфо Атьенса также был футболистом, он играл на позиции нападающего за «Сельту», «Реал Мадрид», «Лас-Пальмас» и «Реал Хаэн». Они играли вместе в Мадриде в течение 1954/55 сезона.